# Hipercalcemia
La hipercalcemia es el trastorno hidroelectrolítico que consiste en la elevación de los niveles de calcio plasmático por encima de 10,5 mg/dL.

La hipercalcemia puede producir trastornos del ritmo cardíaco, así como un aumento en la producción de gastrina y úlceras pépticas.

## Etiología
El hiperparatiroidismo primario (más frecuente en pacientes ambulatorios), la hipercalcemia de origen tumoral y la hipervitaminosis D (por iatrogenia), abarcan el 90 % de las causas de hipercalcemia.

### Anormalidades en glándula paratiroides
- Efecto adverso al uso de litio
- Hiperparatiroidismo primario
- Hiperparatiroidismo secundario
- Hiperparatiroidismo terciario
- Hiperparatiroidismo por neoplasia

### Causas tumorales
- metástasis de tumor sólido
- neoplasia maligna

### Desórdenes en metabolismo de Vit D
- Hipervitaminosis D
- Excesos de 1,25-dihidroxi colecalciferol
- Hipercalcemia secundaria a rabdomiólisis

### Fallas renales
- Insuficiencia o Enfermedad renal crónica (IRC)
- Intoxicación por aluminio
- Hiperparatiroidismo secundario
- Síndrome de Burnett

### Alteración en el metabolismo óseo
- Hipertiroidismo
- Tiazidas
- Mieloma
- Intoxicación por vitamina A
- Inmovilización prolongada
- Enfermedad de Paget

## Cuadro clínico
- Sistema nervioso central: desórdenes mentales, dificultades cognitivas, ansiedad, depresión, confusión, estupor y coma, calcificación corneal, suicidios (descritos aisladamente).
- Sistema neuromuscular: fatiga o cansancio muscular, mialgias, descenso de la función de músculos respiratorios, laxitud articular.
- Sistema renal: nefrolitiasis, diabetes insípida nefrogénica (poliuria y polidipsia), deshidratación, nefrocalcinosis
- Sistema gastrointestinal: náuseas y vómitos, anorexia, estreñimiento, dolor abdominal, pancreatitis, úlcera péptica.
- Sistema esquelético: dolor óseo, artritis, osteoporosis, osteítis fibrosa quística, resorción subperióstica, quistes óseos.
- Embarazo: hipoparatiroidismo neonatal, tetania neonatal, bajo peso al nacer, retraso crecimiento intrauterino, hiperémesis gravídica, alta morbilidad neonatal y materna, partos pretérmino.
- Sistema cardiovascular: hipertensión arterial, calcificación vascular, calcificación miocárdica, hipertrofia miocárdica, acortamiento intervalo QT  en el ECG, arritmias cardíacas.
- Otros: queratitis, conjuntivitis, anemia normocítica normocrómica, gota o pseudogota.

## Tratamiento
El principio básico del tratamiento de la hipercalcemia es disminuir los niveles de calcio en la sangre y en segunda instancia buscar y tratar la causa subyacente.
- Rehidratación y diuréticos: la rehidratación busca recuperar el volumen perdido por los vómitos y la poliuria que ocurre debido a la hipercalcemia. Posterior a la rehidratación se debe usar diuréticos para evitar una sobrecarga de volumen, que podría llevar a una insuficiencia cardíaca aguda.
- Bifosfonatos y calcitonina: el uso de bifosfonatos y calcitonina se emplean en fases tardías, posterior a la rehidratación